# Picco von Groote
Picco von Groote, eigentlich Bettina von Groote (* 15. April 1981 in Köln), ist eine deutsche Schauspielerin. Bekanntheit erlangte sie vor allem durch die Hauptrolle in dem Fernsehfilm Starfighter – Sie wollten den Himmel erobern aus dem Jahre 2015.

## Leben
Picco von Groote ist die Tochter eines Kaufmanns und einer Arzthelferin. Sie ging in Bad Honnef zur Schule. Dort gab es eine Musical-AG, durch die sie erste Berührungen mit der Theater-Bühne hatte. Ihre Mutter riet ihr dann zum Beruf der Schauspielerin.
Im Jahre 2001 begann sie ihre Ausbildung an der Hochschule für Musik und Darstellende Kunst Stuttgart, die sie 2005 abschloss. Anschließend gehörte sie für einige Jahre zum Ensemble des Staatstheaters Hannover, spielte allerdings auch an anderen deutschen Bühnen, so am Staatsschauspiel Dresden und am Maxim-Gorki-Theater in Berlin.
Ihr Filmdebüt hatte sie 2012 in Was bleibt von Hans-Christian Schmid. Danach spielte sie unter anderem in Der Turm von Christian Schwochow und in Verhängnisvolle Nähe unter der Regie von Thorsten Näter. 2021 übernahm sie die Hauptrolle der Ann-Kathrin Klaasen in der ZDF-Reihe Ostfrieslandkrimis.
Picco von Groote ist verheiratet.

## Filmografie (Auswahl)
- 2012: Was bleibt
- 2012: Der Turm (Fernsehzweiteiler)
- 2014: Nocebo
- 2014: Verhängnisvolle Nähe
- 2014: Der Mann ohne Schatten
- 2015: Tatort: Niedere Instinkte (Fernsehreihe)
- 2015: Starfighter – Sie wollten den Himmel erobern
- 2016: Frühling – Zeit für Frühling (Fernsehserie)
- 2016: Duell der Brüder – Die Geschichte von Adidas und Puma
- 2017: Bad Cop – Kriminell gut (Fernsehserie, Folge Klassentreffen)
- 2017: Lobbyistin (Fernsehserie, 6 Folgen)
- 2018: Stralsund: Das Phantom (Fernsehreihe)
- 2018: SOKO Leipzig (Fernsehserie, Folge Blinde Liebe)
- 2018: Carneval – Der Clown bringt den Tod
- 2018: Passagier 23 – Verschwunden auf hoher See
- 2019: Alarm für Cobra 11 – Die Autobahnpolizei (Fernsehserie, Folge Dienstschluss)
- 2019: Nord bei Nordwest – Dinge des Lebens (Fernsehreihe)
- 2020: Verunsichert – Alles Gute für die Zukunft (Fernsehfilm)
- 2020: SOKO Köln (Fernsehserie, Folge Mandantengeheimnis)
- 2020: Heldt (Fernsehserie, Folge Die Zuflucht)
- 2020: Die Chefin (Fernsehserie, Folge 63 Abgehängt)
- 2021: Die Liebe des Hans Albers (Fernsehfilm)
- 2021: Die Füchsin: Treibjagd
- 2021: Tatort: Der Reiz des Bösen (Fernsehreihe)
- 2021: Nie zu spät (Fernsehfilm)
- 2021: Friedmanns Vier (Fernsehserie, 8 Folgen)
- 2022: Morden im Norden (Fernsehserie, Folge Perfides Spiel)
- seit 2023: Ostfrieslandkrimis (Fernsehreihe)
  - 2023: Ostfriesenmoor
  - 2023: Ostfriesenfeuer
  - 2023: Ostfriesenwut
  - 2024: Ostfriesenschwur
  - 2024: Ostfriesennacht
  - 2025: Ostfriesenfluch
  - 2025: Ostfriesenhölle
  - 2025: Ostfriesentotenstille

## Theater (Auswahl)
- 2005: Drei Schwestern, Staatstheater Hannover
- 2006: Emilia Galotti, Staatstheater Hannover
- 2007: Wie es euch gefällt, Staatstheater Hannover
- 2008: Prinz von Homburg, Staatstheater Hannover
- 2009: Peer Gynt, Staatsschauspiel Dresden
- 2009: Romeo und Julia, Maxim-Gorki-Theater Berlin
- 2011: Minna von Barnhelm, Staatsschauspiel Dresden

## Hörspiele
- 2023: Jörg Wolfradt: Fragen verboten – Regie: Thomas Leutzbach (Kinderhörspiel – WDR)
- 2023: Mirjam Munter: Mord und Wischmopp – Regie: Claudia Johanna Leist (Hörspiel – WDR)
- 2024: Lars Henriks und Moritz Haase: Dämonenjäger Ewald Heine – Regie: Thomas Leutzbach (Grusel-Hörspiel-Serie mit 10 Folgen – WDR)[5]